# Europese kampioenschappen atletiek 2016
De 23e editie van de Europese kampioenschappen atletiek vonden van 6 tot en met 10 juli 2016 plaats in Amsterdam, Noord-Holland, Nederland. Het was de eerste keer dat Nederland de Europese kampioenschappen atletiek outdoor organiseerde.

## Algemeen
Voor deze editie kreeg Amsterdam van de organiserende EEA de voorkeur op twee andere steden: Istanboel (Turkije) en Split (Kroatië). Het evenement vond voor het grootste gedeelte plaats in het olympisch stadion, dat werd gebouwd in 1927 ter gelegenheid van de Olympische Zomerspelen van 1928. De kwalificatierondes voor de onderdelen speer- en discuswerpen werden gehouden op het Museumplein.
De organisatie ontving een subsidie van € 2.500.000 van het Ministerie van VWS, in het kader van de subsidieregeling van topsportevenementen.

## Wedstrijdschema
| S | Series | K | Kwalificaties | ½ | Halve-finale | F | Finale |

| Datum →              | 6 | 6 | 7 | 7 | 7 | 8 | 8 | 8 | 9 | 9 | 9 | 10 | 10 |
| Onderdeel ↓          | M | A | M | A | A | M | A | A | M | A | A | M  | A  |
| -------------------- | - | - | - | - | - | - | - | - | - | - | - | -- | -- |
| 100 m                | S |   |   | ½ | F |   |   |   |   |   |   |    |    |
| 200 m                |   |   | S |   |   |   | ½ | F |   |   |   |    |    |
| 400 m                | S |   |   | ½ | ½ |   | F | F |   |   |   |    |    |
| 800 m                |   |   | S |   |   |   | ½ | ½ |   |   |   |    | F  |
| 1500 m               |   |   |   | S | S |   |   |   |   | F | F |    |    |
| 5000 m               |   |   |   |   |   |   |   |   |   |   |   |    | F  |
| 10.000 m             |   |   |   |   |   |   | F | F |   |   |   |    |    |
| Halve marathon       |   |   |   |   |   |   |   |   |   |   |   | F  |    |
| 110 m horden         |   |   |   |   |   | S |   |   |   | ½ | F |    |    |
| 400 m horden         |   | S |   | ½ | ½ |   | F | F |   |   |   |    |    |
| 3000 m steeple       |   | S |   |   |   |   | F | F |   |   |   |    |    |
| 4 × 100 m            |   |   |   |   |   |   |   |   |   | S | S |    | F  |
| 4 × 400 m            |   |   |   |   |   |   |   |   | S |   |   |    | F  |
| Verspringen          | K |   |   | F | F |   |   |   |   |   |   |    |    |
| Hink-stap-springen   |   |   | K |   |   |   |   |   |   | F | F |    |    |
| Hoogspringen         |   |   |   |   |   |   |   |   | K |   |   |    | F  |
| Polsstokhoogspringen |   | K |   |   |   |   | F | F |   |   |   |    |    |
| Kogelstoten          |   |   |   |   |   |   |   |   |   | K | K |    | F  |
| Discuswerpen         |   |   |   | K | K |   |   |   |   | F | F |    |    |
| Kogelslingeren       |   |   |   |   |   | K |   |   |   |   |   |    | F  |
| Speerwerpen          |   | K |   | F | F |   |   |   |   |   |   |    |    |
| Tienkamp             | F | F | F | F | F |   |   |   |   |   |   |    |    |

| Datum                | 6 | 6 | 7 | 7 | 7 | 8 | 8 | 8 | 9 | 9 | 9 | 10 | 10 |
| Onderdeel ↓          | M | A | M | A | A | M | A | A | M | A | A | M  | A  |
| -------------------- | - | - | - | - | - | - | - | - | - | - | - | -- | -- |
| 100 m                |   |   |   | S | S |   | ½ | F |   |   |   |    |    |
| 200 m                | S | ½ |   | F | F |   |   |   |   |   |   |    |    |
| 400 m                | S |   |   | ½ | ½ |   | F | F |   |   |   |    |    |
| 800 m                |   | S |   | ½ | ½ |   |   |   |   | F | F |    |    |
| 1500 m               |   |   |   |   |   |   | S | S |   |   |   |    | F  |
| 5000 m               |   |   |   |   |   |   |   |   |   | F | F |    |    |
| 10.000 m             |   | F |   |   |   |   |   |   |   |   |   |    |    |
| Halve marathon       |   |   |   |   |   |   |   |   |   |   |   | F  |    |
| 100 m horden         | S |   |   | ½ | F |   |   |   |   |   |   |    |    |
| 400 m horden         |   |   |   |   |   | S |   |   |   | ½ | ½ |    | F  |
| 3000 m steeple       |   |   |   |   |   | S |   |   |   |   |   |    | F  |
| 4 × 100 m            |   |   |   |   |   |   |   |   |   | S | S |    | F  |
| 4 × 400 m            |   |   |   |   |   |   |   |   | S |   |   |    | F  |
| Verspringen          |   | K |   |   |   |   | F | F |   |   |   |    |    |
| Hink-stap-springen   |   |   |   |   |   | K |   |   |   |   |   |    | F  |
| Hoogspringen         | K |   |   | F | F |   |   |   |   |   |   |    |    |
| Polsstokhoogspringen |   |   | K |   |   |   |   |   |   | F | F |    |    |
| Kogelstoten          |   | K |   | F | F |   |   |   |   |   |   |    |    |
| Discuswerpen         | K |   |   |   |   |   | F | F |   |   |   |    |    |
| Kogelslingeren       | K |   |   |   |   |   | F | F |   |   |   |    |    |
| Speerwerpen          |   | K |   |   |   |   |   |   |   | F | F |    |    |
| Zevenkamp            |   |   |   |   |   | F | F | F | F | F | F |    |    |

Bron: amsterdam2016.org

## Prestaties Belgische en Nederlandse selectie

### België

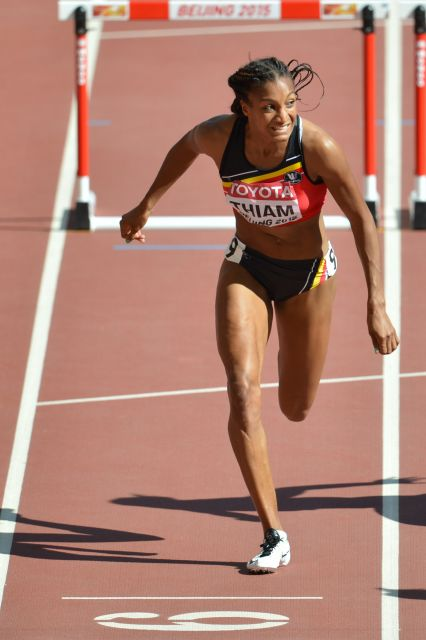
Nafissatou Thiam nam deze keer deel aan het hoogspringen, maar leverde, net als in 2014, de beste prestatie van de Belgische vrouwen. Wel bleef zij deze keer met haar vierde plaats net buiten de prijzen.

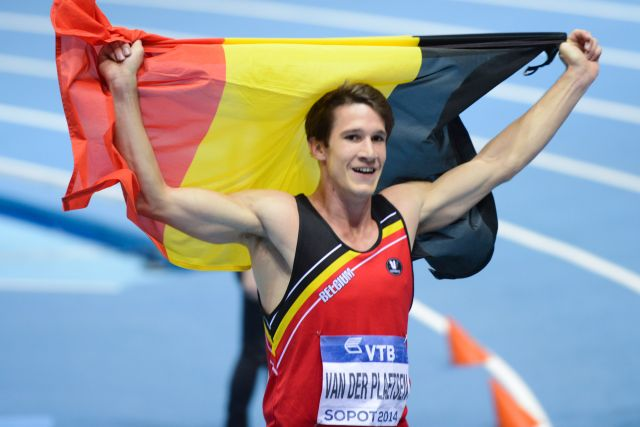
Thomas Van der Plaetsen was in Amsterdam de even onverwachte als verdiende winnaar van de tienkamp.

Vrouwen
| Atleet                             | Ronde                        | Prestatie         | Plaats |
| ---------------------------------- | ---------------------------- | ----------------- | ------ |
| Olivia Borlée (200 m)              | 1e ronde halve finale finale | 23,64 -           | 5 -    |
| Renée Eykens (800 m)               | 1e ronde halve finale finale | 2.02,76 2.02,38 - | 5 4 -  |
| Louise Carton (5000 m)             | finale                       | 15.42,79          | 7      |
| Almensh Belete (10.000 m)          | finale                       | DNF               | -      |
| Anne Zagré (100 m horden)          | 1e ronde halve finale        | 13,12 12,89 12,97 | 2 3 5  |
| Axelle Dauwens (400 m horden)      | 1e ronde halve finale        | - 56,62 -         | - 6 -  |
| Nenah De Coninck (400 m horden)    | 1e ronde halve finale        | 57,45 57,63 -     | 3 6 -  |
| Nafissatou Thiam (hoogspringen)    | kwalificatie finale          | 1,89 1,93         | 5 4    |
| Chloé Henry (polsstokhoogspringen) | kwalificatie finale          | 4,00 -            | 23 -   |
| Fanny Smets (polsstokhoogspringen) | kwalificatie finale          | 4,35 -            | 19 -   |
| Jolien Boumkwo (kogelstoten)       | kwalificatie finale          | 16,66 -           | 14 -   |

Mannen
| Atleet | Ronde                                                                 | Prestatie                                                       | Plaats                                     |
| --- | --------------------------------------------------------------------- | --------------------------------------------------------------- | ------------------------------------------ |
| Robin Vanderbemden (200 m) | 1e ronde halve finale                                                 | 21,17 -                                                         | 6 -                                        |
| Jonathan Borlée (400 m) | 1e ronde halve finale                                                 | 47,45 -                                                         | 6 -                                        |
| Kevin Borlée (400 m) | 1e ronde halve finale                                                 | - 45,26 45,60                                                   | - 1 4                                      |
| Julien Watrin (400 m) | 1e ronde halve finale                                                 | 46,10 45,76 -                                                   | 2 6 -                                      |
| Aaron Botterman (800 m) | 1e ronde halve finale                                                 | 1.48,35 1.49,92 -                                               | 6 -                                        |
| Peter Callahan (1500 m) | 1e ronde finale                                                       | 3.41,74 -                                                       | 4 -                                        |
| Ismael Debjani (1500 m) | 1e ronde finale                                                       | 3.42,62 3.49,12                                                 | 1 11                                       |
| Isaac Kimeli (1500 m) | 1e ronde finale                                                       | 3.41,25 3.47,92                                                 | 6 9                                        |
| Soufiane Bouchikhi (10.000 m) | finale                                                                | 29.03,74                                                        | 8                                          |
| Soufiane Bouchikhi (halve marathon) | finale                                                                | 1:05.31                                                         | 28                                         |
| Michaël Bultheel (400 m horden) | 1e ronde halve finale                                                 | - 49,72 -                                                       | - 6 -                                      |
| Arnaud Ghislain (400 m horden) | 1e ronde halve finale                                                 | 53,65 -                                                         | 5 -                                        |
| Jeroen D'hoedt (3000 m steeple) | 1e ronde finale                                                       | 8.42,75 -                                                       | 1 7                                        |
| Arnaud Art (polsstokhoogspringen) | kwalificatie finale                                                   | 5,50 5,30                                                       | 11                                         |
| Ben Broeders (polsstokhoogspringen) | kwalificatie finale                                                   | 5,35 5,50                                                       | 12 4                                       |
| Philip Milanov (discuswerpen) | kwalificatie finale                                                   | 64,53 65,71                                                     | 2 ·                                        |
| Niels Pittomvils (tienkamp) | 100 m ver kogel hoog 400 m 110 mH discus polshoog speer 1500 m totaal | 11,18 7,15 13,79 1,98 50,01 DNF 40,42 DNS - DNF                 | 1 12 7 4 1 - 15 -                          |
| Hans Van Alphen (tienkamp) | 100 m ver kogel hoog 400 m 110 mH discus polshoog speer 1500 m totaal | 11,39 7,17 15,62 1,98 51,42 DNS - DNF                           | 7 11 1 6 -                                 |
| Thomas Van der Plaetsen (tienkamp) | 100 m ver kogel hoog 400 m 110 mH discus polshoog speer 1500 m totaal | 11,23 7,64 13,17 2,10 50,50 14,64 44,32 5,40 57,23 4.37,84 8218 | 5 · 1 · 11 · 1 · 5 · 6 · 7 · 1 · 14 · 14 · |
| Julien Watrin, Jonathan Borlée, Dylan Borlée, Kevin Borlée (1e ronde Robin Vanderbemden voor D. Borlée; reserve: Antoine Gillet) (4 x 400 m estafette) | 1e ronde finale                                                       | 3.03,15 3.01,10                                                 | 1 ·                                        |

### Nederland

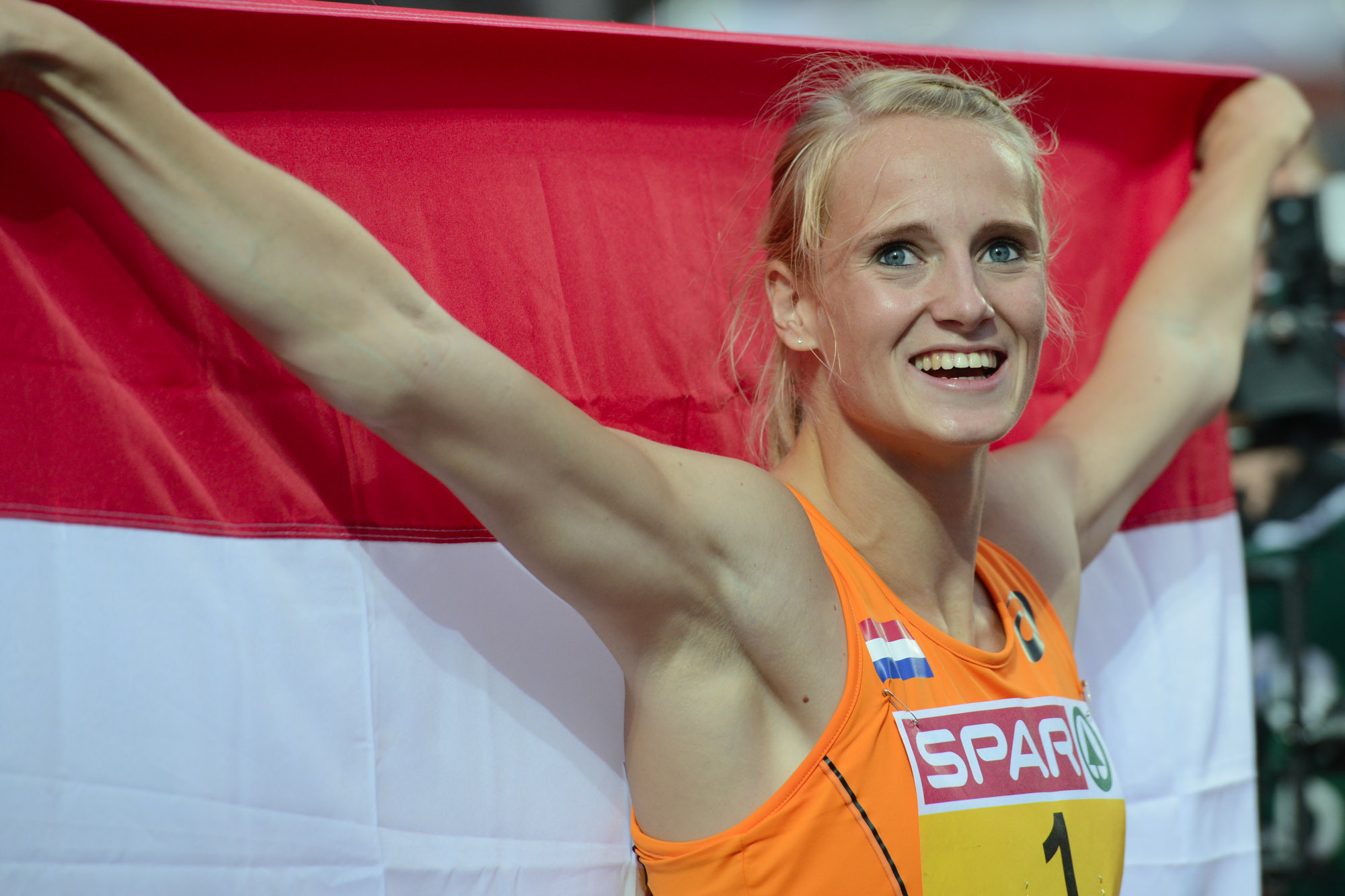
Anouk Vetter verraste vriend, vijand en vooral zichzelf met goud op de zevenkamp en een score van 6626 punten, voorbij het Nederlandse record van Dafne Schippers.

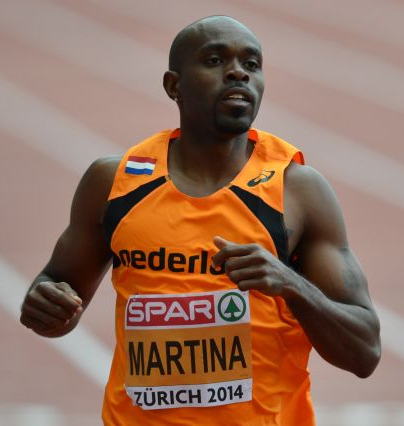
De enige gouden medaille bij de Nederlandse mannen was voor Churandy Martina, die de 100 m won. Het hadden er zelfs twee kunnen zijn, als hij op de 200 m niet was gediskwalificeerd.

Vrouwen
| Atleet | Ronde                                          | Prestatie                                      | Plaats                      |
| --- | ---------------------------------------------- | ---------------------------------------------- | --------------------------- |
| Naomi Sedney (100 m) | 1e ronde halve finale finale                   | 11,36 11,44 -                                  | 3 6 -                       |
| Dafne Schippers (100 m) | 1e ronde halve finale finale                   | - 10,96 10,90                                  | - · 1 ·                     |
| Jamile Samuel (200 m) | 1e ronde halve finale finale                   | 23,04 23,02 22,83                              | 1 2 4                       |
| Tessa van Schagen (200 m) | 1e ronde halve finale finale                   | - 22,95 23,03                                  | - 2 7                       |
| Laura de Witte (200 m) | 1e ronde halve finale finale                   | 23,23 23,48 -                                  | 1 5 -                       |
| Nicky van Leuveren (400 m) | 1e ronde halve finale finale                   | 52,45 52,02 52,76                              | 1 3 8                       |
| Lisanne de Witte (400 m) | 1e ronde halve finale finale                   | 52,84 52,37 -                                  | 1 3 -                       |
| Sanne Verstegen (800 m) | 1e ronde halve finale finale                   | 2.04,69 2.03,33 -                              | 2 6 -                       |
| Sifan Hassan (1500 m) | 1e ronde finale                                | 4.13,45 4.33,76                                | 2 ·                         |
| Maureen Koster (5000 m) | finale                                         | DNS                                            | -                           |
| Susan Kuijken (5000 m) | finale                                         | 15.23,87                                       | 4                           |
| Jip Vastenburg (10.000 m) | finale                                         | 32.04,00                                       | 8                           |
| Elizeba Cherono (halve marathon) | finale                                         | 1:13.27                                        | 26                          |
| Kim Dillen (marathon) | finale                                         | 1:16.11                                        | 49                          |
| Jamie van Lieshout (marathon) | finale                                         | 1:17.36                                        | 62                          |
| Ruth van der Meijden (halve marathon) | finale                                         | 1:14.12                                        | 34                          |
| Eefje Boons (100 m horden) | 1e ronde halve finale finale                   | 13,07 13,26 -                                  | 1 7 -                       |
| Nadine Visser (100 m horden) | 1e ronde halve finale finale                   | - 13,25 -                                      | - 6 -                       |
| Bianca Baak (400 m horden) | 1e ronde halve finale finale                   | 56,88 56,34 -                                  | 1 4 -                       |
| Rianna Galiart (polsstokhoogspringen) | kwalificatie finale                            | 4,35 NM                                        | 5 -                         |
| Femke Pluim (polsstokhoogspringen) | kwalificatie finale                            | 4,45                                           | 1 6                         |
| Melissa Boekelman (kogelstoten) | kwalificatie finale                            | 17,50 17,92                                    | 4 8                         |
| Corinne Nugter (discuswerpen) | kwalificatie finale                            | 55,52 -                                        | 10 -                        |
| Nadine Broersen (zevenkamp) | 100 mH hoog kogel 200 m ver speer 800 m totaal | 13,70 1,74 14,45 25,51 6,40 52,31 DNS DNF      | 3 7 5 6 1 3 -               |
| Anouk Vetter (zevenkamp) | 100 mH hoog kogel 200 m ver speer 800 m totaal | 13,29 1,74 15,96 23,89 6,38 55,76 2.21,50 6626 | 2 · 9 · 3 · 1 · 2 · 2 · 7 · |
| Jamile Samuel, Dafne Schippers, Tessa van Schagen, Naomi Sedney (1e ronde Marije van Hunenstijn voor D. Schippers; reserve: Madiea Ghafoor) (4 x 100 m estafette) | 1e ronde finale                                | 43,34 42,04                                    | 3 ·                         |
| Laura de Witte, Lisanne de Witte, Eva Hovenkamp, Nicky van Leuveren ( reserve: Bianca Baak) (4 x400 m estafette)                                                  | 1e ronde finale                                | 3.29,18 3.29,23                                | 5 7                         |

Mannen
| Atleet | Ronde                                                                 | Prestatie                                                       | Plaats                 |
| --- | --------------------------------------------------------------------- | --------------------------------------------------------------- | ---------------------- |
| Solomon Bockarie (100 m) | 1e ronde halve finale finale                                          | - 10,13 10,25                                                   | - 4 7                  |
| Churandy Martina (100 m) | 1e ronde halve finale finale                                          | - 10,16 10,07                                                   | - · 2 ·                |
| Hensley Paulina (100 m) | 1e ronde halve finale finale                                          | 11,36 10,33 -                                                   | 2 5 -                  |
| Solomon Bockarie (200 m) | 1e ronde halve finale finale                                          | 20,55- 20,39 20,56                                              | 1 2 4                  |
| Churandy Martina (200 m) | 1e ronde halve finale finale                                          | - 20,44 DQ                                                      | - 2 -                  |
| Hensley Paulina (200 m) | 1e ronde halve finale finale                                          | 21,04 23,49 -                                                   | 4 8 -                  |
| Liemarvin Bonevacia (400 m) | 1e ronde halve finale finale                                          | - 45,68 45,41                                                   | - · 2 ·                |
| Thijmen Kupers (800 m) | 1e ronde halve finale finale                                          | 1.46,48 1.46,61 1.46,67                                         | 1 3 6                  |
| Richard Douma (1500) | 1e ronde finale                                                       | 3.39,80 3.47,32                                                 | 5 4                    |
| Dennis Licht (5000 m) | finale                                                                | 13.54,21                                                        | 12                     |
| Michel Butter (halve marathon) | finale                                                                | 1:05.24                                                         | 27                     |
| Khalid Choukoud (halve marathon) | finale                                                                | DNF                                                             | -                      |
| Abdi Nageeye (halve marathon) | finale                                                                | 1:03.43                                                         | 6                      |
| Bart van Nunen (halve marathon) | finale                                                                | 1:06.41                                                         | 39                     |
| Tom Wiggers (halve marathon) | finale                                                                | 1:06.29                                                         | 36                     |
| Gregory Sedoc (110 m horden) | 1e ronde halve finale finale                                          | 13,92 -                                                         | 4 -                    |
| Ignisious Gaisah (verspringen) | kwalificatie finale                                                   | 7,97 7,93                                                       | 4 ·                    |
| Fabian Florant (hink-stap-springen) | kwalificatie finale                                                   | 16,45 16,23                                                     | 6 10                   |
| Menno Vloon (polsstokhoogspringen) | kwalificatie finale                                                   | 5,35 -                                                          | 11 -                   |
| Erik Cadée (discuswerpen) | kwalificatie finale                                                   | 61,93 -                                                         | 8 -                    |
| Rutger Smith (discuswerpen) | kwalificatie finale                                                   | 63,85 59,99                                                     | 6 11                   |
| Pieter Braun (tienkamp) | 100 m ver kogel hoog 400 m 110 mH discus polshoog speer 1500 m totaal | 11,15 7,40 13,82 2,01 49,78 14,49 40,90 4,60 56,86 4.25,12 7985 | 4 6 5 1 3 9 7 10 2 7   |
| Eelco Sintnicolaas (tienkamp) | 100 m ver kogel hoog 400 m 110 mH discus polshoog speer 1500 m totaal | 11,11 7,03 14,47 1,89 50,41 16,24 41,94 5,30 57,24 DNF 7025     | 7 11 2 10 5 8 2 5 - 16 |
| Solomon Bockarie, Churandy Martina, Patrick van Luijk, Giovanni Codrington (1e ronde Dimitri Juliet voor S.Bockarie; reserve: Hensley Paulina) (4 x 100 m estafette) | 1e ronde finale                                                       | 38,78 38,57                                                     | 2 4                    |
| Liemarvin Bonevacia, Terrence Agard, Bjorn Blauwhof, Maarten Stuivenberg (reserve: Jurgen Wielart) (4 x 400 m estafette)                                             | 1e ronde finale                                                       | 3.04,04 3.04,52                                                 | 4 7                    |

## Resultaten

### 100 m
| Mannen | Mannen           | Mannen | Mannen   |
| Nr.    | Atleet           | Land   | Tijd     |
| ------ | ---------------- | ------ | -------- |
| Goud   | Churandy Martina | NED    | SB 10,07 |
| Zilver | Jak Ali Harvey   | TUR    | 10,07    |
| Brons  | Jimmy Vicaut     | FRA    | 10,08    |
| 4      | Bruno Hortelano  | ESP    | 10,12    |
| 5      | James Ellington  | GBR    | 10,19    |
| 6      | Ramil Goelijev   | TUR    | 10,23    |
| 7      | Solomon Bockarie | NED    | 10,25    |
| 8      | Richard Kilty    | GBR    | DSQ      |

| Vrouwen | Vrouwen             | Vrouwen | Vrouwen |
| Nr.     | Atlete              | Land    | Tijd    |
| ------- | ------------------- | ------- | ------- |
| Goud    | Dafne Schippers     | NED     | 10,90   |
| Zilver  | Ivet Lalova-Collio  | BUL     | 11,20   |
| Brons   | Mujinga Kambundji   | SUI     | 11,25   |
| 4       | Asha Philip         | GBR     | 11,27   |
| 5       | Nataliya Pohrebnyak | UKR     | 11,28   |
| 6       | Tatjana Pinto       | GER     | 11,33   |
| 7       | Floriane Gnafoua    | FRA     | 11,36   |
| 8       | Desiree Henry       | GBR     | DNF     |

### 200 m
| Mannen | Mannen                   | Mannen | Mannen |
| Nr.    | Atleet                   | Land   | Tijd   |
| ------ | ------------------------ | ------ | ------ |
| Goud   | Bruno Hortelano          | ESP    | 20,45  |
| Zilver | Ramil Goelijev           | TUR    | 20,51  |
| Brons  | Daniel Talbot            | GBR    | 20,56  |
| 4      | Solomon Bockarie         | NED    | 20,56  |
| 5      | Nethaneel Mitchell-Blake | GBR    | 20,60  |
| 6      | Davide Manenti           | ITA    | 20,66  |
| 7      | Alex Wilson              | SUI    | 20,70  |
| 8      | Churandy Martina         | NED    | DQ     |

| Vrouwen | Vrouwen             | Vrouwen | Vrouwen  |
| Nr.     | Atlete              | Land    | Tijd     |
| ------- | ------------------- | ------- | -------- |
| Goud    | Dina Asher-Smith    | GBR     | SB 22,37 |
| Zilver  | Ivet Lalova-Collio  | BUL     | SB 22,52 |
| Brons   | Gina Lückenkemper   | GER     | 22,74    |
| 4       | Jamile Samuel       | NED     | SB 22,83 |
| 5       | Nataliya Pohrebnyak | UKR     | 22,84    |
| 6       | Jodie Williams      | GBR     | 22,96    |
| 7       | Tessa van Schagen   | NED     | 23,03    |
| 8       | Lisa Mayer          | GER     | 23,10    |

### 400 m
| Mannen | Mannen              | Mannen | Mannen   |
| Nr.    | Atleet              | Land   | Tijd     |
| ------ | ------------------- | ------ | -------- |
| Goud   | Martyn Rooney       | GBR    | 45,29    |
| Zilver | Pavel Maslák        | CZE    | 45,36    |
| Brons  | Liemarvin Bonevacia | NED    | SB 45,41 |
| 4      | Kevin Borlée        | BEL    | 45,60    |
| 5      | Luka Janežič        | SLO    | 45,65    |
| 6      | Rafał Omelko        | POL    | 45,67    |
| 7      | Mame-Ibra Anne      | FRA    | 45,75    |
| 8      | Matteo Galvan       | ITA    | 45,80    |

| Vrouwen | Vrouwen            | Vrouwen | Vrouwen  |
| Nr.     | Atlete             | Land    | Tijd     |
| ------- | ------------------ | ------- | -------- |
| Goud    | Libania Grenot     | ITA     | 50,73    |
| Zilver  | Floria Guei        | FRA     | 51,21    |
| Brons   | Anyika Onuora      | GBR     | SB 51,47 |
| 4       | Christine Ohuruogu | GBR     | 51,55    |
| 5       | Malgorzata Holub   | POL     | 51,89    |
| 6       | Justyna Święty     | POL     | 51,96    |
| 7       | Tamara Salaški     | SVK     | 52,23    |
| 8       | Nicky van Leuveren | NED     | 52,76    |

### 800 m
| Mannen | Mannen                | Mannen | Mannen     |
| Nr.    | Atleet                | Land   | Tijd       |
| ------ | --------------------- | ------ | ---------- |
| Goud   | Adam Kszczot          | POL    | 1.45,18    |
| Zilver | Marcin Lewandowski    | POL    | 1.45,54    |
| Brons  | Elliot Giles          | GBR    | PB 1.45,54 |
| 4      | Amel Tuka             | BIH    | 1.45,74    |
| 5      | Pierre-Ambroise Bosse | FRA    | 1.45,79    |
| 6      | Thijmen Kupers        | NED    | 1.46,67    |
| 7      | Álvaro de Arriba      | ESP    | 1.47,58    |
| 8      | Giordano Benedetti    | ITA    | 1.47,64    |

| Vrouwen | Vrouwen             | Vrouwen | Vrouwen    |
| Nr.     | Atlete              | Land    | Tijd       |
| ------- | ------------------- | ------- | ---------- |
| Goud    | Nataliya Pryshchepa | UKR     | 1.59,70    |
| Zilver  | Rénelle Lamote      | FRA     | 2.00,19    |
| Brons   | Lovisa Lindh        | SWE     | PB 2.00,37 |
| 4       | Selina Büchel       | SUI     | 2.00,47    |
| 5       | Yusneysi Santiusti  | ITA     | 2.00,53    |
| 6       | Joanna Jóźwik       | POL     | SB 2.00,57 |
| 7       | Hedda Hynne         | NOR     | PB 2.00,94 |
| 8       | Aníta Hinriksdóttir | ISL     | 2.02,55    |

### 1500 m
| Mannen | Mannen              | Mannen | Mannen  |
| Nr.    | Atleet              | Land   | Tijd    |
| ------ | ------------------- | ------ | ------- |
| Goud   | Filip Ingebrigtsen  | NOR    | 3.46,65 |
| Zilver | David Bustos        | ESP    | 3.46,90 |
| Brons  | Henrik Ingebrigtsen | NOR    | 3.47,18 |
| 4      | Richard Douma       | NED    | 3.47,32 |
| 5      | Florian Carvalho    | FRA    | 3.47,32 |
| 6      | Lee Emanuel         | GBR    | 3.47,57 |
| 7      | Jake Wightman       | GBR    | 3.47,68 |
| 8      | Filip Sasínek       | CZE    | 3.47,76 |

| Vrouwen | Vrouwen                 | Vrouwen | Vrouwen |
| Nr.     | Atlete                  | Land    | Tijd    |
| ------- | ----------------------- | ------- | ------- |
| Goud    | Angelika Cichocka       | POL     | 4.33,00 |
| Zilver  | Sifan Hassan            | NED     | 4.33,76 |
| Brons   | Ciara Mageean           | IRL     | 4.33,78 |
| 4       | Ingvill Måkestad Bovim  | NOR     | 4.34,15 |
| 5       | Marta Pen               | POR     | 4.34,41 |
| 6       | Maren Kock              | GER     | 4.34,54 |
| 7       | Sofia Ennaoui           | POL     | 4.34,84 |
| 8       | Solange Andreia Pereira | ESP     | 4.34,88 |

### 5000 m
| Mannen | Mannen              | Mannen | Mannen      |
| Nr.    | Atleet              | Land   | Tijd        |
| ------ | ------------------- | ------ | ----------- |
| Goud   | Ilias Fifa          | ESP    | 13.40,85    |
| Zilver | Adel Mechaal        | ESP    | 13.40,85    |
| Brons  | Richard Ringer      | GER    | SB 13.40,85 |
| 4      | Henrik Ingebrigtsen | NOR    | 13.40,86    |
| 5      | Mourad Amdouni      | FRA    | 13.40,94    |
| 6      | Hayle İbrahimov     | AZE    | 13.42,20    |
| 7      | Florian Orth        | GER    | 13.45,40    |
| 8      | Yemaneberhan Crippa | ITA    | 13.46,30    |

| Vrouwen | Vrouwen         | Vrouwen | Vrouwen     |
| Nr.     | Atlete          | Land    | Tijd        |
| ------- | --------------- | ------- | ----------- |
| Goud    | Yasemin Can     | TUR     | 15.18,15    |
| Zilver  | Meraf Bahta     | SWE     | 15.20,54    |
| Brons   | Steph Twell     | GBR     | 15.20,70    |
| 4       | Susan Kuijken   | NED     | SB 15.23,87 |
| 5       | Laura Whittle   | GBR     | 15.24,18    |
| 6       | Eilish McColgan | GBR     | 15.28,53    |
| 7       | Louise Carton   | BEL     | 15.42,79    |
| 8       | Geleto Tola     | GER     | 15.43,30    |

### 10.000 m
| Mannen | Mannen             | Mannen | Mannen      |
| Nr.    | Atleet             | Land   | Tijd        |
| ------ | ------------------ | ------ | ----------- |
| Goud   | Polat Kemboi       | TUR    | 28.18,52    |
| Zilver | Ali Kaya           | TUR    | 28.21,42    |
| Brons  | Antonio Abadia     | ESP    | 28.26,07    |
| 4      | Dmytro Lashyn      | UKR    | PB 28.27,90 |
| 5      | Dewi Griffiths     | GBR    | PB 28.28,55 |
| 6      | Juan Perez         | ESP    | 28.37,42    |
| 7      | Daniel Mateo       | ESP    | PB 28.43,03 |
| 8      | Soufiane Bouchikhi | BEL    | 29.03,74    |

| Vrouwen | Vrouwen                   | Vrouwen | Vrouwen        |
| Nr.     | Atlete                    | Land    | Tijd           |
| ------- | ------------------------- | ------- | -------------- |
| Goud    | Yasemin Can               | TUR     | EU23R 31.12,86 |
| Zilver  | Dulce Félix               | POR     | PB 31.19,03    |
| Brons   | Karoline Bjerkeli Grøvdal | NOR     | PB 31.23,45    |
| 4       | Fionnuala McCormack       | IRL     | SB 31.30,74    |
| 5       | Jo Pavey                  | GBR     | SB 31.34,61    |
| 6       | Veronica Inglese          | ITA     | PB 31.37,43    |
| 7       | Jess Andrews              | GBR     | PB 31.38,02    |
| 8       | Jip Vastenburg            | NED     | 32.04,00       |

### 3000 m steeple
| Mannen | Mannen                      | Mannen | Mannen     |
| Nr.    | Atleet                      | Land   | Tijd       |
| ------ | --------------------------- | ------ | ---------- |
| Goud   | Mahiedine Mekhissi-Benabbad | FRA    | 8.25,63    |
| Zilver | Aras Kaya                   | TUR    | SB 8.29,91 |
| Brons  | Yoann Kowal                 | FRA    | 8.30,79    |
| 4      | Sebastián Martos            | ESP    | SB 8.31,93 |
| 5      | Jamel Chatbi                | ITA    | 8.32,43    |
| 6      | Rob Mullett                 | GBR    | 8.33,29    |
| 7      | Kaur Kivistik               | EST    | SB 8.33,75 |
| 8      | Abdoullah Bamoussa          | ITA    | 8.35,35    |

| Vrouwen | Vrouwen               | Vrouwen | Vrouwen    |
| Nr.     | Atlete                | Land    | Tijd       |
| ------- | --------------------- | ------- | ---------- |
| Goud    | Gesa Felicitas Krause | GER     | EL 9.18,85 |
| Zilver  | Luiza Gega            | ALB     | NR 9.28,52 |
| Brons   | Özlem Kaya            | TUR     | SB 9.35,05 |
| 4       | Mariya Shatalova      | UKR     | SB 9.38,17 |
| 5       | Fabienne Schlumpf     | SUI     | SB 9.40,01 |
| 6       | Nastassia Puzakova    | BLR     | PB 9.42,91 |
| 7       | Michele Finn          | IRL     | PB 9.43,19 |
| 8       | Diana Martín          | ESP     | 9.43,65    |

### 110 m horden/100 m horden
| Mannen | Mannen           | Mannen | Mannen   |
| Nr.    | Atleet           | Land   | Tijd     |
| ------ | ---------------- | ------ | -------- |
| Goud   | Dmitri Bascou    | FRA    | 13,25    |
| Zilver | Balázs Baji      | HUN    | NR 13,28 |
| Brons  | Wilhem Belocian  | FRA    | 13,33    |
| 4      | Damian Czykier   | POL    | 13,40    |
| 5      | Milan Trajkovic  | CYP    | 13,44    |
| 6      | Aurel Manga      | FRA    | 13,47    |
| 7      | Yidiel Contreras | ESP    | 13,54    |
| 8      | Andy Pozzi       | GBR    | DNS      |

| Vrouwen | Vrouwen            | Vrouwen | Vrouwen  |
| Nr.     | Atlete             | Land    | Tijd     |
| ------- | ------------------ | ------- | -------- |
| Goud    | Cindy Roleder      | GER     | EL 12,62 |
| Zilver  | Alina Talay        | BLR     | 12,68    |
| Brons   | Tiffany Porter     | GBR     | 12,76    |
| 4       | Clélia Rard-Reuse  | SUI     | 12,96    |
| 5       | Anne Zagré         | BEL     | 12,97    |
| 6       | Elisavet Pesiridou | GRE     | 13,05    |
| 7       | Cindy Billaud      | FRA     | 13,29    |
| 8       | Pamela Dutkiewicz  | GER     | DNF      |

### 400 m horden
| Mannen | Mannen           | Mannen | Mannen   |
| Nr.    | Atleet           | Land   | Tijd     |
| ------ | ---------------- | ------ | -------- |
| Goud   | Yasmani Copello  | TUR    | 48,98    |
| Zilver | Sérgio Fernández | ESP    | 49,06    |
| Brons  | Kariem Hussein   | SUI    | 49,10    |
| 4      | Oskari Mörö      | FIN    | SB 49,24 |
| 5      | Rhys Williams    | GBR    | 49,63    |
| 6      | Karsten Warholm  | NOR    | 49,82    |
| 7      | Martin Kučera    | SVK    | 49,82    |
| 8      | Jack Green       | GBR    | DNF      |

| Vrouwen | Vrouwen               | Vrouwen | Vrouwen  |
| Nr.     | Atlete                | Land    | Tijd     |
| ------- | --------------------- | ------- | -------- |
| Goud    | Sara Slott Petersen   | DEN     | SB 55,12 |
| Zilver  | Joanna Linkiewicz     | POL     | 55,33    |
| Brons   | Lea Sprunger          | SUI     | 55,41    |
| 4       | Ayomide Folorunso     | ITA     | PB 55,50 |
| 5       | Katsiaryna Belanovich | BLR     | 56,10    |
| 6       | Amalie Hammild Iuel   | NOR     | 56,24    |
| 7       | Stina Troest          | DEN     | 56,34    |
| 8       | Emilia Ankiewicz      | POL     | 57,31    |

### 4 x 100 m estafette
| Mannen | Mannen                                                                   | Mannen | Mannen   |
| Nr.    | Atleet                                                                   | Land   | Tijd     |
| ------ | ------------------------------------------------------------------------ | ------ | -------- |
| Goud   | James Dasaolu Adam Gemili James Ellington Chijindu Ujah                  | GBR    | 38,17    |
| Zilver | Marvin Rene Stuart Dutamby Mickael-Meba Zeze Jimmy Vicaut                | FRA    | 38,38    |
| Brons  | Julian Reus Sven Knipphals Roy Schmidt Lucas Jakubczyk                   | GER    | SB 38,47 |
| 4      | Solomon Bockarie Churandy Martina Patrick van Luijk Giovanni Codrington  | NED    | 38,57    |
| 5      | Massimiliano Ferraro Federico Cattaneo Davide Manenti Filippo Tortu      | ITA    | 38,69    |
| 6      | Grzegorz Zimniewicz Przemysław Słowikowski Adam Pawłowski Karol Zalewski | POL    | 38,69    |
| 7      | Pascal Mancini Reto Amaru Schenkel Suganthan Somasunduram Alex Wilson    | SUI    | 39,11    |
| 8      | Roman Kravtsov Volodymyr Suprun Ihor Bodrov Vitaliy Korzh                | UKR    | 39,46    |

| Vrouwen | Vrouwen                                                                  | Vrouwen | Vrouwen  |
| Nr.     | Atlete                                                                   | Land    | Tijd     |
| ------- | ------------------------------------------------------------------------ | ------- | -------- |
| Goud    | Jamile Samuel Dafne Schippers Tessa van Schagen Naomi Sedney             | NED     | NR 42,04 |
| Zilver  | Asha Philip Dina Asher-Smith Bianca Williams Daryll Neita                | GBR     | 42,45    |
| Brons   | Tatjana Pinto Lisa Mayer Gina Lückenkemper Rebekka Haase                 | GER     | 42,48    |
| 4       | Olesja Povch Nataliya Pohrebnyak Marija Rjemjen Jelizaveta Bryzhina      | UKR     | SB 42,87 |
| 5       | Ajla del Ponte Sarah Atcho Ellen Sprunger Salome Kora                    | SUI     | 43,00    |
| 6       | Floriane Gnafoua Celine Distel-Bonnet Jennifer Galais Stella Akakpo      | FRA     | SB 43,05 |
| 7       | Agata Forkasiewicz Marika Popowicz-Drapała Anna Kiełbasińska Ewa Swoboda | POL     | 43,24    |
| 8       | Irene Siragusa Gloria Hooper Martina Amidei Audrey Alloh                 | ITA     | 43,57    |

### 4 x 400 m estafette
| Mannen | Mannen                                                                | Mannen | Mannen     |
| Nr.    | Atleet                                                                | Land   | Tijd       |
| ------ | --------------------------------------------------------------------- | ------ | ---------- |
| Goud   | Julien Watrin Jonathan Borlée Dylan Borlée Kevin Borlée               | BEL    | EL 3.01,10 |
| Zilver | Łukasz Krawczuk Kacper Kozłowski Jakub Krzewina Rafał Omelko          | POL    | SB 3.01,18 |
| Brons  | Rabah Yousif Delano Williams Jack Green Matthew Hudson-Smith          | GBR    | SB 3.01,44 |
| 4      | Jan Tesař Pavel Maslák Michal Desenský Patrik Šorm                    | CZE    | 3.03,86    |
| 5      | Brian Gregan Craig Lynch David Gillick Thomas Barr                    | IRL    | SB 3.04,32 |
| 6      | Danylo Danylenko Yevhen Hutsol Volodymyr Burakov Vitaliy Butrym       | UKR    | 3.04,45    |
| 7      | Liemarvin Bonevacia Terrence Agard Bjorn Blauwhof Maarten Stuivenberg | NED    | 3.04,52    |
| 8      | Johannes Trefz Patrick Schneider Kamghe Gaba Constantin Schmidt       | GER    | 3.05,67    |

| Vrouwen | Vrouwen                                                                    | Vrouwen | Vrouwen    |
| Nr.     | Atlete                                                                     | Land    | Tijd       |
| ------- | -------------------------------------------------------------------------- | ------- | ---------- |
| Goud    | Emily Diamond Anyika Onuora Eilidh Doyle Seren Bundy-Davies                | GBR     | WL 3.25,05 |
| Zilver  | Phara Anacharsis Brigitte Ntiamoah Marie Gayot Floria Guei                 | FRA     | SB 3.25,96 |
| Brons   | Maria Benedicta Chigbolu Maria Enrica Spacca Chiara Bazzoni Libania Grenot | ITA     | SB 3.27,49 |
| 4       | Ewelina Ptak Małgorzata Hołub Patrycja Wyciszkiewicz Justyna Święty        | POL     | SB 3.27,60 |
| 5       | Laura Müller Friederike Möhlenkamp Lara Hoffmann Ruth Spelmeyer            | GER     | SB 3.27,60 |
| 6       | Yuliya Olishevska Olha Bibik Tetyana Melnyk Olha Zemlyak                   | UKR     | SB 3.27,64 |
| 7       | Laura de Witte Lisanne de Witte Eva Hovenkamp Nicky van Leuveren           | NED     | 3.29,23    |
| 8       | Adelina Pastor Anamaria Ioniță Sanda Belgyan Andrea Miklós                 | ROU     | 3.30,63    |

### Hoogspringen
| Mannen | Mannen                  | Mannen | Mannen  |
| Nr.    | Atleet                  | Land   | Hoogte  |
| ------ | ----------------------- | ------ | ------- |
| Goud   | Gianmarco Tamberi       | ITA    | 2,32    |
| Zilver | Robbie Grabarz          | GBR    | 2,29    |
| Brons  | Chris Baker             | GBR    | PB 2,29 |
| Brons  | Eike Onnen              | GER    | 2,29    |
| 5      | Tichomir Ivanov         | BUL    | 2,24    |
| 6      | Konstadinos Baniotis    | GRE    | 2,24    |
| 7      | Jaroslav Bába           | CZE    | 2,24    |
| 7      | Dimítrios Chondrokoúkis | CYP    | 2,24    |

| Vrouwen | Vrouwen                    | Vrouwen | Vrouwen  |
| Nr.     | Atlete                     | Land    | Hoogte   |
| ------- | -------------------------- | ------- | -------- |
| Goud    | Ruth Beitia                | ESP     | =SB 1,98 |
| Zilver  | Mirela Demireva            | BUL     | 1,96     |
| Zilver  | Airinė Palšytė             | LTU     | SB 1,96  |
| 4       | Nafissatou Thiam           | BEL     | 1,93     |
| 5       | Marie-Laurence Jungfleisch | GER     | =SB 1,93 |
| 6       | Alessia Trost              | ITA     | 1,89     |
| 6       | Desirée Rossit             | ITA     | 1,89     |
| 6       | Oksana Okuneva             | UKR     | 1,89     |

### Polsstokhoogspringen
| Mannen | Mannen                 | Mannen | Mannen |
| Nr.    | Atleet                 | Land   | Hoogte |
| ------ | ---------------------- | ------ | ------ |
| Goud   | Robert Sobera          | POL    | 5,60   |
| Zilver | Jan Kudlička           | CZE    | 5,60   |
| Brons  | Robert Renner          | SLO    | 5,50   |
| 4      | Ben Broeders           | BEL    | 5,50   |
| 4      | Piotr Lisek            | POL    | 5,50   |
| 6      | Mareks Arents          | LAT    | 5,50   |
| 7      | Karsten Dilla          | GER    | 5,30   |
| 7      | Konstadinos Filippidis | GRE    | 5,30   |
| 7      | Ivan Horvat            | CRO    | 5,30   |
| 7      | Paweł Wojciechowski    | POL    | 5,30   |

| Vrouwen | Vrouwen                | Vrouwen | Vrouwen |
| Nr.     | Atlete                 | Land    | Hoogte  |
| ------- | ---------------------- | ------- | ------- |
| Goud    | Ekaterini Stefanidi    | GRE     | CR 4,81 |
| Zilver  | Lisa Ryzih             | GER     | SB 4,70 |
| Brons   | Angelica Bengtsson     | SWE     | SB 4,65 |
| 4       | Nikoleta Kyriakopoulou | GRE     | 4,55    |
| 5       | Michaela Meijer        | SWE     | 4,55    |
| 6       | Femke Pluim            | NED     | SB 4,45 |
| 7       | Angelica Moser         | SUI     | PB 4,45 |
| 7       | Wilma Murto            | FIN     | 4,45    |

### Verspringen
| Mannen | Mannen                   | Mannen | Mannen  |
| Nr.    | Atleet                   | Land   | Afstand |
| ------ | ------------------------ | ------ | ------- |
| Goud   | Greg Rutherford          | GBR    | 8,25    |
| Zilver | Michel Tornéus           | SWE    | SB 8,21 |
| Brons  | Ignisious Gaisah         | NED    | 7,93    |
| 4      | Radek Juška              | CZE    | 7,93    |
| 5      | Kristian Bäck            | FIN    | 7,91    |
| 6      | Fabian Heinle            | GER    | 7,87    |
| 7      | Kafétien Gomis           | FRA    | 7,84    |
| 8      | Kanstantsin Barycheuskii | BLR    | 7,67    |

| Vrouwen | Vrouwen           | Vrouwen | Vrouwen |
| Nr.     | Atlete            | Land    | Afstand |
| ------- | ----------------- | ------- | ------- |
| Goud    | Ivana Španović    | SRB     | 6,94    |
| Zilver  | Jazmin Sawyers    | GBR     | 6,86    |
| Brons   | Malaika Mihambo   | GER     | 6,65    |
| 4       | Ksenija Balta     | EST     | SB 6,65 |
| 5       | Karin Melis Mey   | TUR     | 6,62    |
| 6       | Khaddi Sagnia     | SWE     | 6,59    |
| 7       | Alexandra Wester  | GER     | 6,51    |
| 8       | Nadia Akpana Assa | NOR     | 6,51    |

### Hink-stap-springen
| Mannen | Mannen              | Mannen | Mannen   |
| Nr.    | Atleet              | Land   | Afstand  |
| ------ | ------------------- | ------ | -------- |
| Goud   | Max Hess            | GER    | EL 17,20 |
| Zilver | Karol Hoffmann      | POL    | PB 17,16 |
| Brons  | Julian Reid         | GBR    | SB 16,76 |
| 4      | Momchil Karailiev   | BUL    | 16,65    |
| 5      | Maksim Niastiarenka | BLR    | 16,63    |
| 6      | Şeref Osmanoğlu     | TUR    | 16,55    |
| 7      | Georgi Tsonov       | BUL    | 16,53    |
| 8      | Pablo Torrijos      | ESP    | 16,34    |

| Vrouwen | Vrouwen                 | Vrouwen | Vrouwen  |
| Nr.     | Atlete                  | Land    | Afstand  |
| ------- | ----------------------- | ------- | -------- |
| Goud    | Patrícia Mamona         | POR     | NR 14,58 |
| Zilver  | Hanna Minenko           | ISR     | 14,51    |
| Brons   | Paraskevi Papachristou  | GRE     | 14,47    |
| 4       | Anna Jagaciak-Michalska | POL     | 14,40    |
| 5       | Susana Costa            | POR     | PB 14,34 |
| 6       | Olha Saladoecha         | UKR     | SB 14,23 |
| 7       | Jenny Elbe              | GER     | 14,08    |
| 8       | Kristin Gierisch        | GER     | 14,03    |

### Kogelstoten
| Mannen | Mannen            | Mannen | Mannen   |
| Nr.    | Atleet            | Land   | Afstand  |
| ------ | ----------------- | ------ | -------- |
| Goud   | David Storl       | GER    | EL 21,31 |
| Zilver | Michał Haratyk    | POL    | 21,19    |
| Brons  | Tsanko Arnaudov   | POR    | SB 20,59 |
| 4      | Konrad Bukowiecki | POL    | 20,58    |
| 5      | Asmir Kolašinac   | SRB    | 20,43    |
| 6      | Andrei Toader     | ROU    | 20,26    |
| 7      | Tobias Dahm       | GER    | 20,25    |
| 8      | Borja Vivas       | ESP    | 20,16    |

| Vrouwen | Vrouwen              | Vrouwen | Vrouwen  |
| Nr.     | Atlete               | Land    | Afstand  |
| ------- | -------------------- | ------- | -------- |
| Goud    | Christina Schwanitz  | GER     | EL 20,17 |
| Zilver  | Anita Márton         | HUN     | 18,72    |
| Brons   | Emel Dereli          | TUR     | 18,22    |
| 4       | Yulia Leantsiuk      | BLR     | 18,20    |
| 5       | Radoslava Mavrodieva | BUL     | 18,10    |
| 6       | Aliona Dubitskaya    | BLR     | 18,03    |
| 7       | Sara Gambetta        | GER     | PB 17,95 |
| 8       | Melissa Boekelman    | NED     | 17,92    |

### Discuswerpen
| Mannen | Mannen            | Mannen | Mannen   |
| Nr.    | Atleet            | Land   | Afstand  |
| ------ | ----------------- | ------ | -------- |
| Goud   | Piotr Małachowski | POL    | 67,06    |
| Zilver | Philip Milanov    | BEL    | 65,71    |
| Brons  | Gerd Kanter       | EST    | SB 65,27 |
| 4      | Christoph Harting | GER    | 65,13    |
| 5      | Daniel Ståhl      | SWE    | 64,77    |
| 6      | Zoltán Kővágó     | HUN    | 64,66    |
| 7      | Martin Kupper     | EST    | 63,55    |
| 8      | Daniel Jasinski   | GER    | 63,35    |

| Vrouwen | Vrouwen              | Vrouwen | Vrouwen |
| Nr.     | Atlete               | Land    | Afstand |
| ------- | -------------------- | ------- | ------- |
| Goud    | Sandra Perković      | CRO     | 69,97   |
| Zilver  | Julia Fischer        | GER     | 65,77   |
| Brons   | Shanice Craft        | GER     | 63,89   |
| 4       | Nadine Müller        | GER     | 62,63   |
| 5       | Mélina Robert-Michon | FRA     | 62,47   |
| 6       | Nataliya Semenova    | UKR     | 62,21   |
| 7       | Jade Lally           | GBR     | 60,29   |
| 8       | Pauline Pousse       | FRA     | 59,62   |

### Kogelslingeren
| Mannen | Mannen             | Mannen | Mannen  |
| Nr.    | Atleet             | Land   | Afstand |
| ------ | ------------------ | ------ | ------- |
| Goud   | Paweł Fajdek       | POL    | 80,93   |
| Zilver | Ivan Zikhon        | BLR    | 78,84   |
| Brons  | Wojciech Nowicki   | POL    | 77,53   |
| 4      | Mihaíl Anastasakis | GRE    | 75,89   |
| 5      | Marcel Lomnický    | SVK    | 75,84   |
| 6      | Siarhei Kalamoyets | BLR    | 74,65   |
| 7      | David Söderberg    | FIN    | 74,22   |
| 8      | Serghei Marghiev   | MDA    | 73,21   |

| Vrouwen | Vrouwen           | Vrouwen | Vrouwen |
| Nr.     | Atlete            | Land    | Afstand |
| ------- | ----------------- | ------- | ------- |
| Goud    | Anita Włodarczyk  | POL     | 78,14   |
| Zilver  | Betty Heidler     | GER     | 75,77   |
| Brons   | Hanna Skydan      | AZE     | 73,83   |
| 4       | Sophie Hitchon    | GBR     | 71,74   |
| 5       | Zalina Marghieva  | MDA     | 71,73   |
| 6       | Malwina Kopron    | POL     | 70,91   |
| 7       | Martina Hrašnová  | SVK     | 70,62   |
| 8       | Iryna Novozhylova | UKR     | 70,18   |

### Speerwerpen
| Mannen | Mannen             | Mannen | Mannen   |
| Nr.    | Atleet             | Land   | Afstand  |
| ------ | ------------------ | ------ | -------- |
| Goud   | Zigismunds Sirmais | LAT    | 86,66    |
| Zilver | Vítězslav Veselý   | CZE    | 83,59    |
| Brons  | Antti Ruuskanen    | FIN    | 82,44    |
| 4      | Risto Mätas        | EST    | SB 82,03 |
| 5      | Thomas Röhler      | GER    | 80,78    |
| 6      | Marcin Krukowski   | POL    | 79,49    |
| 7      | Kim Amb            | SWE    | 79,36    |
| 8      | Kacper Oleszczuk   | POL    | 79,34    |

| Vrouwen | Vrouwen              | Vrouwen | Vrouwen  |
| Nr.     | Atlete               | Land    | Afstand  |
| ------- | -------------------- | ------- | -------- |
| Goud    | Tatsiana Khaladovich | BLR     | NR 66,34 |
| Zilver  | Linda Stahl          | GER     | SB 65,25 |
| Brons   | Sara Kolak           | CRO     | NR 63,50 |
| 4       | Katharina Molitor    | GER     | SB 63,20 |
| 5       | Barbora Špotáková    | CZE     | 62,66    |
| 6       | Martina Ratej        | SLO     | 60,65    |
| 7       | Madara Palameika     | LAT     | 60,39    |
| 8       | Ásdís Hjálmsdóttir   | ISL     | 60,37    |

### Tienkamp/Zevenkamp
| Mannen | Mannen                  | Mannen | Mannen  |
| Nr.    | Atleet                  | Land   | Punten  |
| ------ | ----------------------- | ------ | ------- |
| Goud   | Thomas Van Der Plaetsen | BEL    | 8218    |
| Zilver | Adam Helcelet           | CZE    | SB 8157 |
| Brons  | Mihail Dudaš            | SRB    | 8153    |
| 4      | Oleksiy Kasyanov        | UKR    | 8072    |
| 5      | Ashley Bryant           | GBR    | 8040    |
| 6      | Romain Barras           | FRA    | 8002    |
| 7      | Pieter Braun            | NED    | 7945    |
| 8      | Marcus Nilsson          | SWE    | SB 7942 |

| Vrouwen | Vrouwen                  | Vrouwen | Vrouwen |
| Nr.     | Atlete                   | Land    | Punten  |
| ------- | ------------------------ | ------- | ------- |
| Goud    | Anouk Vetter             | NED     | NL 6626 |
| Zilver  | Antoinette Nana Djimou   | FRA     | 6458    |
| Brons   | Ivona Dadic              | AUT     | 6408    |
| 4       | Xénia Krizsán            | HUN     | 6266    |
| 5       | Györgyi Zsivoczky-Farkas | HUN     | 6144    |
| 6       | Katerina Cachová         | CZE     | 6051    |
| 7       | Verena Preiner           | AUT     | 6050    |
| 8       | Sofia Ifantidou          | GRE     | 6025    |

### Halve marathon
| Mannen | Mannen             | Mannen | Mannen  |
| Nr.    | Atleet             | Land   | Tijd    |
| ------ | ------------------ | ------ | ------- |
| Goud   | Tadesse Abraham    | SUI    | 1:02.03 |
| Zilver | Kaan Kigen Özbilen | TUR    | 1:02.27 |
| Brons  | Daniele Meucci     | ITA    | 1:02.38 |
| 4      | Marcin Chabowski   | POL    | 1:02.54 |
| 5      | Abdi Hakin Ulad    | DEN    | 1:03.22 |
| 6      | Abdi Nageeye       | NED    | 1:03:43 |
| 7      | Hassan Chahdi      | FRA    | 1:03.43 |
| 8      | Carles Castillejo  | ESP    | 1:03.52 |

| Vrouwen | Vrouwen                | Vrouwen | Vrouwen |
| Nr.     | Atlete                 | Land    | Tijd    |
| ------- | ---------------------- | ------- | ------- |
| Goud    | Sara Moreira           | POR     | 1:10.19 |
| Zilver  | Veronica Inglese       | ITA     | 1:10.35 |
| Brons   | Jéssica Augusto        | POR     | 1:10.55 |
| 4       | Raza Drazdauskaitė     | LTU     | 1:11.47 |
| 5       | Esma Aydemir           | TUR     | 1:11.49 |
| 6       | Ourania Rebouli        | GRE     | 1:11.52 |
| 7       | Monica Mădălina Florea | ROU     | 1:11.56 |
| 8       | Eva Vrabcová-Nývltová  | CZE     | 1:12.01 |

| Team mannen | Team mannen | Team mannen | Team mannen |
| Nr.         | Atleet      | Land        | Tijd        |
| ----------- | ----------- | ----------- | ----------- |
| 1           | Zwitserland | SUI         | 3:12.04     |
| 2           | Spanje      | ESP         | 3:12.06     |
| 3           | Italië      | ITA         | 3:12.41     |

| Team vrouwen | Team vrouwen | Team vrouwen | Team vrouwen |
| Nr.          | Land         |              | Tijd         |
| ------------ | ------------ | ------------ | ------------ |
| 1            | Portugal     | POR          | 3:33.53      |
| 2            | Italië       | ITA          | 3:36.38      |
| 3            | Turkije      | TUR          | 3:39.59      |

## Legenda
- CR = Kampioenschapsrecord (Championship Record)
- SB = Beste persoonlijke seizoensprestatie (Seasonal Best)
- PB = Persoonlijk record (Personal Best)
- NR = Nationaal record (National Record)
- ER = Europees record (European Record)
- EL = Europese beste seizoensprestatie (European Leading)
- WL = 's Werelds beste seizoensprestatie (World Leading)
- WJ = Wereld juniorenrecord (World Junior Record)
- WR = Wereldrecord (World Record)

## Medaillespiegel
| Plaats | Land                | Goud | Zilver | Brons | Totaal |
| 1      | Polen               | 6    | 5      | 1     | 12     |
| 2      | Duitsland           | 5    | 4      | 7     | 16     |
| 3      | Verenigd Koninkrijk | 5    | 3      | 8     | 16     |
| 4      | Turkije             | 4    | 5      | 3     | 12     |
| 5      | Nederland           | 4    | 1      | 2     | 7      |
| 6      | Spanje              | 3    | 4      | 1     | 8      |
| 7      | Portugal            | 3    | 1      | 2     | 6      |
| 8      | Frankrijk           | 2    | 5      | 3     | 10     |
| 9      | Italië              | 2    | 2      | 3     | 7      |
| 10     | België              | 2    | 1      | 0     | 3      |
| 11     | Zwitserland         | 2    | 0      | 3     | 5      |
| 12     | Wit-Rusland         | 1    | 2      | 0     | 3      |
| 13     | Noorwegen           | 1    | 0      | 2     | 3      |
| 14     | Griekenland         | 1    | 0      | 1     | 2      |
| 14     | Kroatië             | 1    | 0      | 1     | 2      |
| 14     | Servië              | 1    | 0      | 1     | 2      |
| 17     | Denemarken          | 1    | 0      | 0     | 1      |
| 17     | Letland             | 1    | 0      | 0     | 1      |
| 17     | Oekraïne            | 1    | 0      | 0     | 1      |
| 20     | Tsjechië            | 0    | 4      | 0     | 4      |
| 21     | Bulgarije           | 0    | 3      | 0     | 3      |
| 22     | Zweden              | 0    | 2      | 2     | 4      |
| 23     | Hongarije           | 0    | 2      | 0     | 2      |
| 24     | Albanië             | 0    | 1      | 0     | 1      |
| 24     | Israël              | 0    | 1      | 0     | 1      |
| 24     | Litouwen            | 0    | 1      | 0     | 1      |
| 27     | Azerbeidzjan        | 0    | 0      | 1     | 1      |
| 27     | Estland             | 0    | 0      | 1     | 1      |
| 27     | Finland             | 0    | 0      | 1     | 1      |
| 27     | Ierland             | 0    | 0      | 1     | 1      |
| 27     | Oostenrijk          | 0    | 0      | 1     | 1      |
| 27     | Slovenië            | 0    | 0      | 1     | 1      |
| Totaal | Totaal              | 46   | 47     | 46    | 139    |

1934 ·
1938 ·
1946 ·
1950 ·
1954 ·
1958 ·
1962 ·
1966 ·
1969 ·
1971 ·
1974 ·
1978 ·
1982 ·
1986 ·
1990 ·
1994 ·
1998 ·
2002 ·
2006 ·
2010 ·
2012 ·
2014 ·
2016 ·
2018 ·
2022 ·
2024
Belgische medaillewinnaars · Nederlandse medaillewinnaars